# Prionolabis kingdonwardi
Prionolabis kingdonwardi är en tvåvingeart som först beskrevs av Alexander 1963. Prionolabis kingdonwardi ingår i släktet Prionolabis och familjen småharkrankar.
Artens utbredningsområde är Myanmar. Inga underarter finns listade i Catalogue of Life.